# Scott Van Slyke
Scott Van Slyke (né le 24 juillet 1986 à Chesterfield, Missouri, États-Unis) est un voltigeur et joueur de premier but des Reds de Cincinnati de la Ligue majeure de baseball.

## Carrière

### Dodgers de Los Angeles
Scott Van Slyke, fils de l'ancien joueur Andy Van Slyke, est repêché en 14e ronde en 2005 par les Dodgers de Los Angeles. Il fait ses débuts dans le baseball majeur avec les Dodgers le 9 mai 2012. À sa première apparition comme frappeur suppléant ce jour-là, il réussit son premier coup sûr, aux dépens du lanceur Travis Blackley des Giants de San Francisco. Le 20 mai, il frappe son premier coup de circuit en carrière : dans le rôle de frappeur suppléant encore une fois, sa claque de trois points contre Marc Rzepczynski fait gagner les Dodgers 6-5 sur les Cardinals de Saint-Louis. Il frappe deux circuits et produit 7 points en 27 parties pour les Dodgers en 2012 mais ne frappe que pour ,167 de moyenne au bâton avec ses 9 coups sûrs en 57 passages au bâton.
En 2013, on le voit dans 53 matchs des Dodgers. Le réserviste au champ extérieur maintient une moyenne au bâton de ,240 avec 7 longues balles et 19 points produits.
Lors du match d'ouverture de la saison 2014 exceptionnellement disputé au Sydney Cricket Ground de Sydney en Australie, le 22 mars 2014, Van Slyke frappe un circuit de deux points et un double dans la victoire de 3-1 des Dodgers sur les Diamondbacks de l'Arizona. Comme réserviste au champ extérieur et parfois au premier but en 2014, Van Slyke est aligné dans 98 matchs  et frappe 11 circuits. Sa moyenne au bâton s'élève à ,297 et sa moyenne de puissance à ,524. Il est aussi fréquemment utilisé comme frappeur suppléant, en particulier contre les lanceurs gauchers.

### Reds de Cincinnati
Avec le receveur des ligues mineures Hendrik Clementina, Scott Van Slyke est le 31 juillet 2017 échangé des Dodgers aux Reds de Cincinnati contre le lanceur gaucher Tony Cingrani.